# タコライス
タコライス（英語：Taco Rice）は、タコスの具材を米飯の上に乗せた沖縄県の料理である。トマトベースのサルサ（スペイン語で「ソース」の意味）をかけて食べる。1984年に沖縄県金武町の新開地で誕生した。
沖縄県内では1990年代から学校給食に採用される。

## 概要

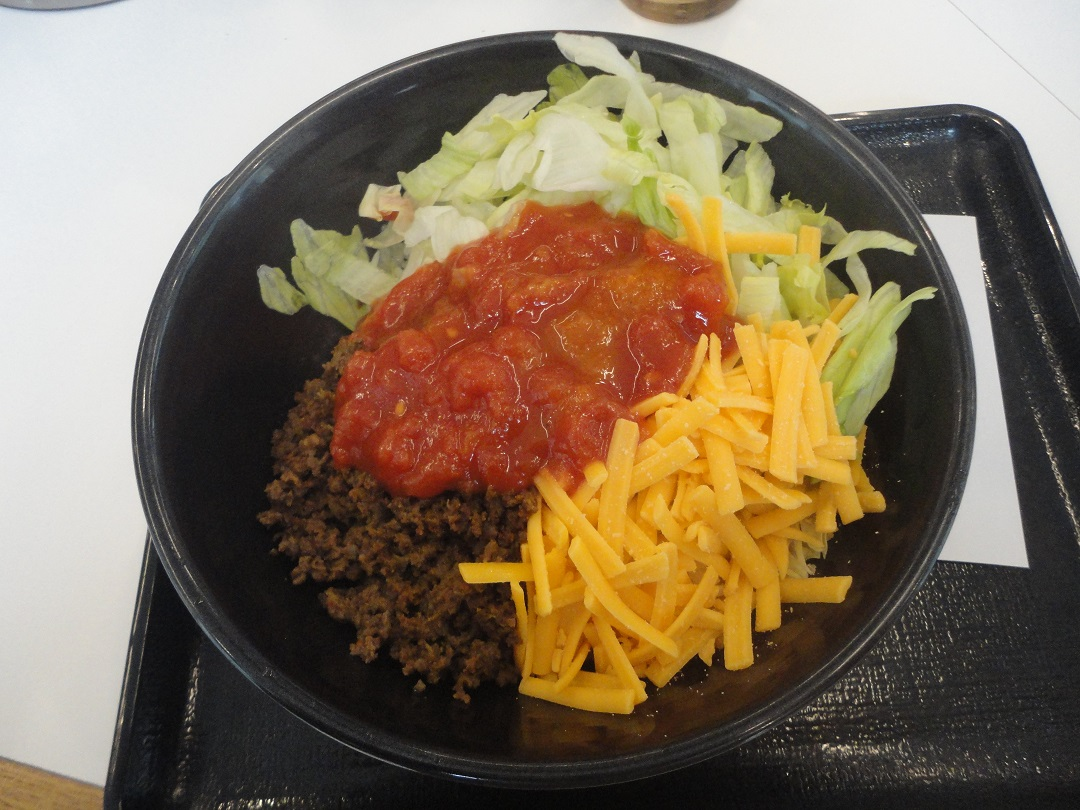
吉野家（東京都新宿区内店舗）のタコライス。上：レタス、右下：チーズ、左下：挽肉、中央：サルサソース

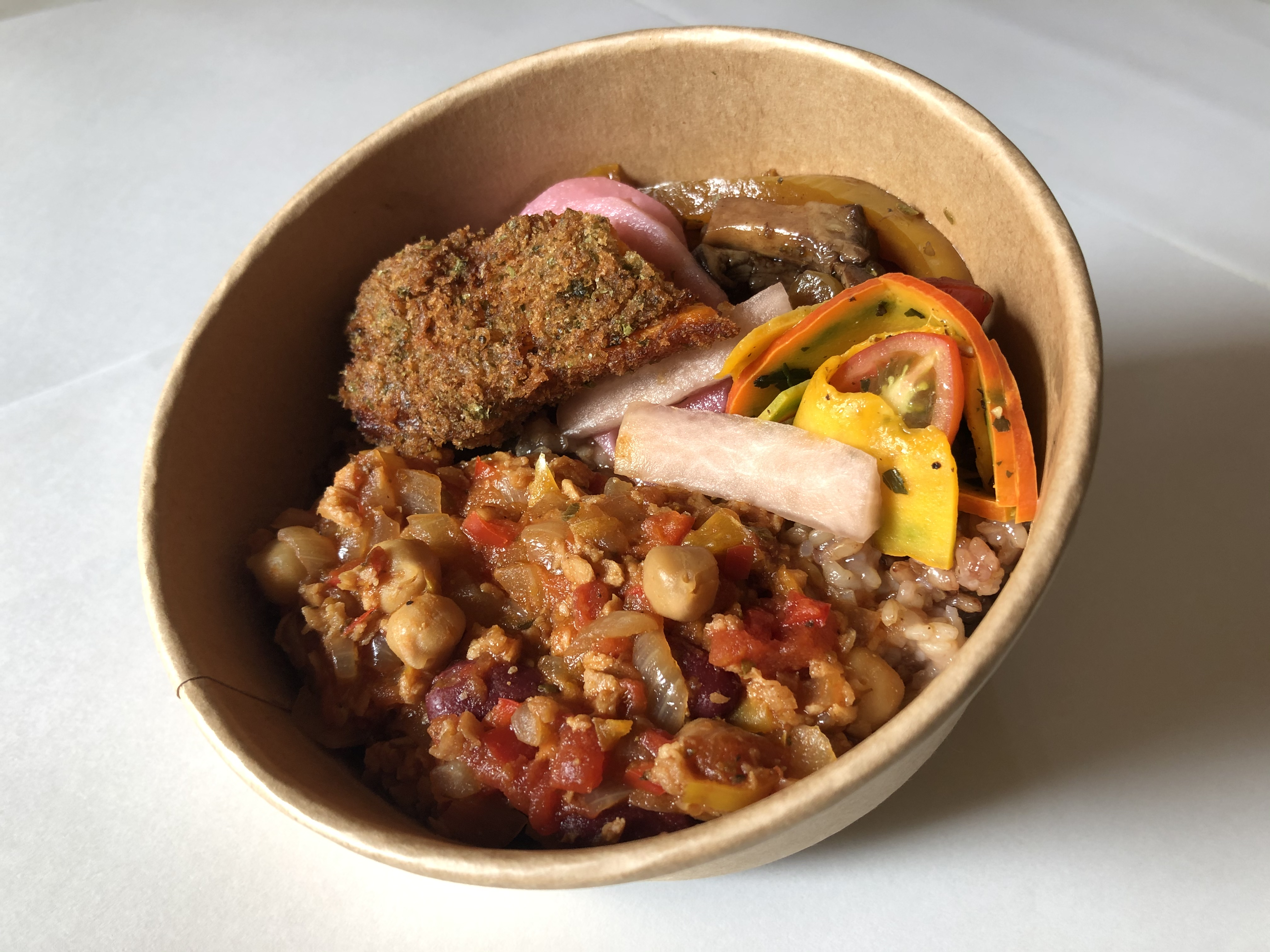
テイクアウト用のタコライス。愛知県の飲食店にて。

皿に盛った白飯の上に牛挽き肉に調味料・スパイス等を加えて調理したタコミート、千切りのチーズ、レタス、トマトなどを載せたものが一般的だが、当初のタコライスは白飯とタコミートのみだった。発祥の店では、現在もチーズや野菜などはトッピングとして別料金で、ベースとなる米飯をチキンやシーフードを炊き込んだピラフとしたものなども提供されている。
食べ方の感覚としてはそぼろご飯やドライカレーに近い。通常はトマトベースの赤いサルサをかけて供されるが、大衆食堂や弁当屋ではトマトケチャップで代用されることもある。
全国展開している外食産業も、沖縄県内の店舗ではタコライスをメニューに加えている場合がある。1996年（平成8年）にケンタッキーフライドチキンで「ライスタコス」として同様のものがメニューに登場したほか、2004年（平成16年）からは吉野家（2017年7月6日以降に夏季限定で本土でも一部店舗以外で販売されている）、2006年（平成18年）からはほっかほっか亭、2007年（平成19年）からはすき家でも販売されている（すき家は2009年（平成21年）春に販売終了）。また、変わった所ではモスバーガーも店舗限定ではあるが、「モスのごはん」メニューの一つとしてタコライスを販売していた。
尚、レシピサイトや一部飲食店、タコライスの素等でレッドキドニービーンズ等の豆類を入れた、ソース感が強い「チリコンカーン」（チリコンカルネ）を乗せてタコライスとして販売している物も出てきたが、沖縄のタコライス販売店や、沖縄ハム総合食品社や沖縄ホーメル社といった沖縄のメーカーが製造する商品ではこのようなタコライスは見かけられず、タコライスとして発祥した沖縄では厳密に味や具材、食感が異なる。ただし、語源ともされる「タコス」の発祥地メキシコでは「タコス」がそもそもコーントルティーヤに様々な具を巻いて食べる物であったり、「taco」が軽食を意味する為、厳密にタコライスと称せるかは規格なども無い為判断が難しい。

## 発祥・由来

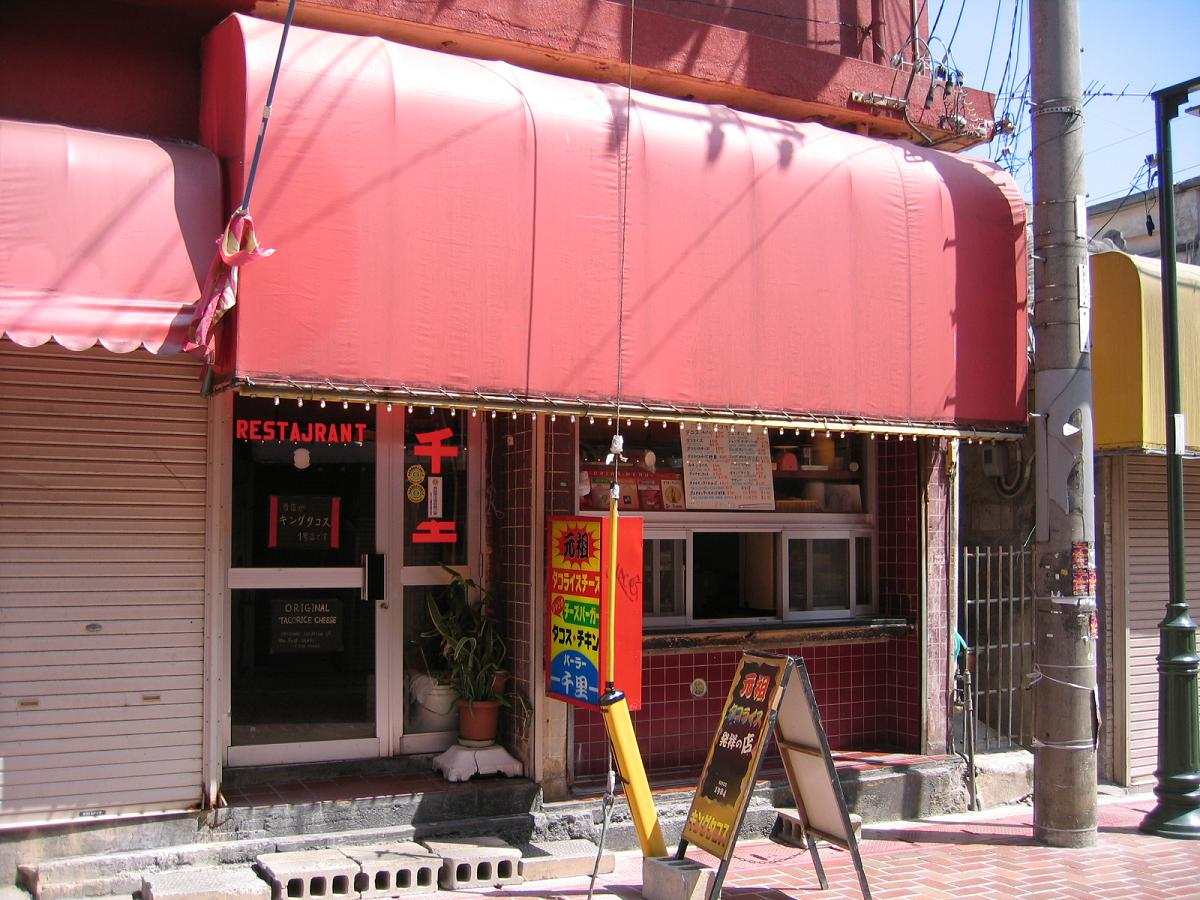
タコライスが初めて提供された「パーラー千里」。2015年6月29日に閉店した。

タコライスは沖縄県金武町、キャンプハンセンのゲート前に広がる飲食店街（新開地）にあった「パーラー千里（せんり）」の創業者、儀保松三の考案により1984年（昭和59年）に誕生した。もともとはバーを経営していた儀保松三であったが、変動相場制の導入により緊縮傾向の見られた海兵隊員達を見て、より安価でボリュームのある食事を提供する事業への鞍替えを検討。居抜きの物件 を見つけた事を機に、バーで人気のあったタコスをご飯に載せたメニューを提供し始めた。もともとは店員の賄い食だったという説もある。「パーラー千里」で好評を博したタコライスは、後にチェーン展開することになる系列店の「キングタコス」を通して沖縄本島各地に広まっていった。
タコスは発祥地のメキシコ（公用語はスペイン語）では“taco”であり、「タコス」（tacos）はその複数形。タコライス (taco-rice) は「タコスの具を乗せた飯」という意味である。沖縄県内においては「ターコ」「ターコー」と、より原音に近いカナ表記を採用している店も少なくない。
なお漫画『大使閣下の料理人』に、タコライスは1964年に沖縄で食堂「KITCHEN FLORIDA」を営む女性玉城めぐみ（通称：メグ）と、後に彼女の夫となる米軍兵士ジミー・バードが協力して生み出した料理だというエピソードが描かれているが、これは作中におけるフィクションであり、単行本12巻収録時にはその旨の断り書きが欄外に付記されている。ちなみに当初は「タコスライス」の名称で提供し始めたが、客が皆タコライスと呼ぶため、程なくタコライスになってしまった。最初めぐみは、タコライスと注文する客に対し、「『タコライス』じゃない！『タコスライス』だって言ってるでしょ！」と怒りを露わにしていた。

## 備考

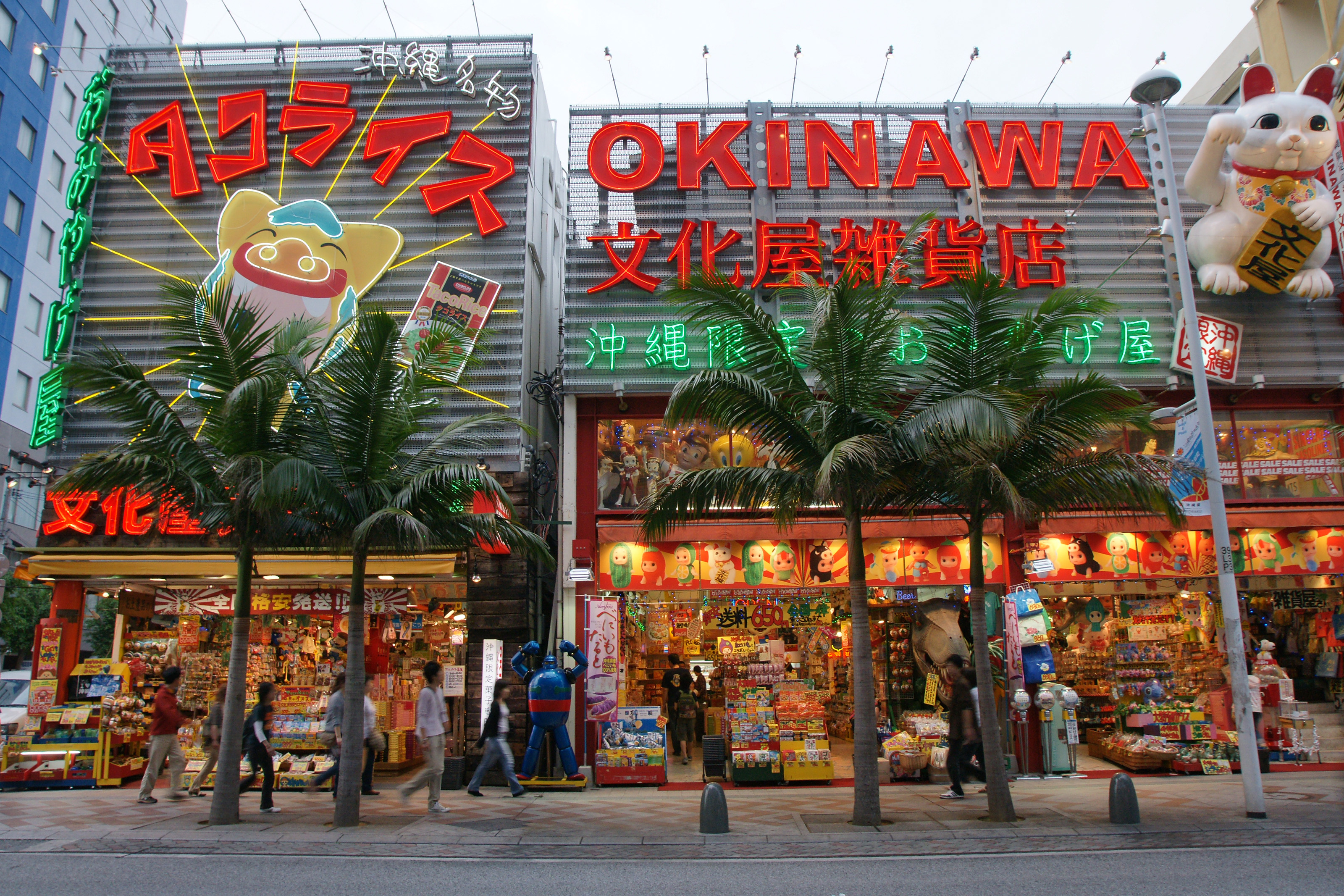
国際通りにある「タコライス」のネオン看板を掲げた店舗

- 蛸入りの焼きめしや炊き込みご飯などをタコライスと呼称する例は、沖縄でタコライスが誕生する以前から全国各地に存在していた。ジョークとして、蛸を具に入れた「タコ入りタコライス」を提供する店もある。
- 宮古島には「タコ丼」を名物とする店があるが、これは丼に入ったタコライスではなく、蛸と野菜を卵とじにした和風の丼めしである。
- バリエーションとして、石焼ビビンバに似た「石焼タコライス」や、タコミートと沖縄そばを組み合わせた「タコそば」、ハワイのロコモコに倣って目玉焼きを載せた「タコモコ」などといった創作派生料理も作られている[9]。